# دانيال ر. فيتزباتريك
دانيال ر. فيتزباتريك (بالإنجليزية: Daniel R. Fitzpatrick)‏ هو رسام كاريكاتير وصحفي أمريكي، ولد في 1891 في سوبريور في الولايات المتحدة، وتوفي في 18 مايو 1969.